# Perneszy Pál (alnádor)

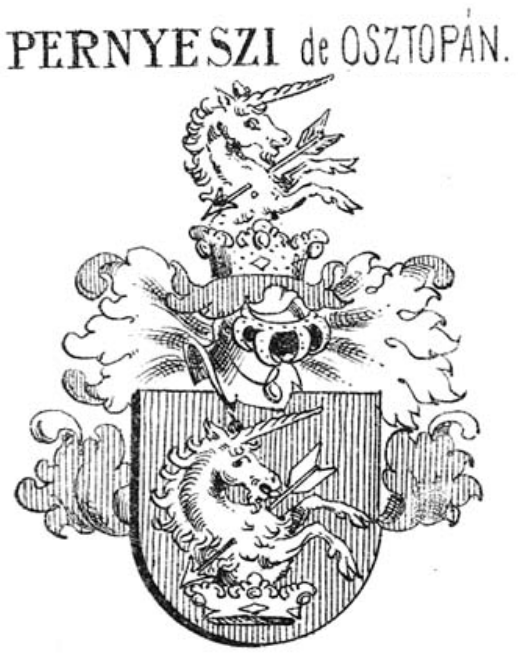
Az osztopáni Perneszy család címere.

Osztopáni Perneszy Pál (fl. 1424-1470) a Magyar Királyság alnádora 1447 és 1460 között, szlavóniai vicebán 1464 és 1470 között, Somogy vármegye alispánja 1444 és 1446 között, Garai László nádor főfamiliárisa, majd Újlaki Miklós tanácsosa, jómódú földbirtokos.

## Élete
Az ősrégi osztopáni Perneszy család sarja, és annak a legtekintélyesebb középkori tagja. Édesapja Osztopáni Pethő fia Perneszy Péter volt, édesanyja neve ismeretlen. Az apai nagyszülei Osztopáni Pethő (fl. 1316-1361) mester, földbirtokos és Egudi Katich (fl. 1354) asszony, Egudi János mesternek lánya volt. Perneszy Pál mester (magister) felemelkedő középnemes családja a Somogy vármegyei Kapós, a Dráva mentén, illetőleg a Kis-Koppány völgyében lévő Pernesz nevű helység környékén Csánki Dezső történész szerint 19-22 birtokkal (faluval és birtokrésszel) rendelkezett, és az utolsó után vette fel a vezetéknevét.
1424-ben királyi emberként szerepelt egy pereskedésben. 1435-ben deáknak (litteratusnak) nevezik, és ugyanabban az évben Somogy vármegye alispánja Zichy Balázs alispán mellett. 1437-ben Perneszy Pál mester, a királyi kúriai jegyzői tisztséget töltötte be. 1444 és 1446 között az egyik Somogy vármegye alispánjaként tevékenykedett Marczali Imre alispán mellett. Familiáris szolgálatba állt Garai László nádornak, és hűséges belső embereként sikerült megszereznie a köznemesség számára nehezen elérhető nagyon jelentős hivatalokat. Először 1447. júniusában macsói vicebán, majd 1447 és 1460 között 13 éven keresztül a királyság alnádora volt Garai mellett.
1439. június 5.-én címereslevél adományában részesült rokonaival együtt Albert magyar királytől. 1448-ban osztályos rokonaival együtt Ozorai Pipó magtalan halála után, a királyra visszaszállt birtokait neki adományozta, és így lett Mérőn, Torvajon, Szennán, Szomajomban, Kalocsafalván, Kiskárán és Bárdon földbirtokos (azonban más örökösök ellentmondása miatt több éven keresztül próbálta érvényesíteni a jogait az adományhoz).
Garai László halála után (1459 áprilisa), még a nádor árvájának, Garai Jóbnak a tiszttartója volt 1461-ben. 1461. februárjában Gyulai Ferenc mellett a simontornyai várnagy volt, erődítmény amely a Garai család tulajdona volt. Ezt a tisztséget még 1461. áprilisában töltötte be. Azonban a lehetőségeket felmérvén, ahogy más tehetős köznemes úr rajta kívül is tette, Perneszy Pál elhagyta a Garai családot és helyette Újlaki Miklóst szolgálta. 1464-ben már a Szlavónia vicebánja volt Újlaki familiárisaként egészen halálaig 1470 előtt.

## Házassága és leszármazottjai
Perneszy Pál gyermekei édesanyja nevét nem ismerjük pontosan. A Zirchez közeli Porva egykori pálos kolostorának temploma őrizte meg Perneszi Pál özvegye, Orsolya vörös márvány sírkövét, amely méltán tartható a korai reneszánsz egyik kiemelkedő hazai alkotásának. A Szapolyai-családhoz tartozó Szapolyai Orsolya sírja alapján tudni, hogy a házastársa volt Perneszy Pálnak, azonban nem alapítható meg, hogy ő lett volna a gyermekei anyja; a az eddig feltárt forrásokban nem fordul elő Perneszy Pál gyermekeinek az anyja neve. A porván eltemetett Szapolyai Orsolya, úgy tűnik, férje 1470. évi halála után unokatestvére, Szapolyai István nádor környezetében élt. Bizonyosan ő volt ugyanis az az Orsolya, aki 1499 decemberében Pápán jelen volt Szapolyai István nádor halálos ágyánál és meghallgatta végrendelkezését. A nádor végrendelete Orsolyát „soror”jának nevezi, amely latin kifejezés azonban nem feltétlenül jelent édestestvért. Pernesziné csupán két és fél hónappal élte túl unokatestvérét, talán ő is a Porvához közeli Pápán hunyt el. Perneszy Pál gyermekei egy ideig az Újlaki családnál tartottak, majd a 16. században a Báthory családnak familiáris szolgálatot tettek. Gyermekei:
- osztopáni Perneszy Veronika (fl. 1448-1487). Férje: Gyulai György (fl. 1487), földbirtokos.
- osztopáni Perneszy Zsigmond (fl. 1453-1506), Újlaki Miklós főtanácsosa, somogyi alispán, földbirtokos. Felesége: némai Kolos Borbála, némai Kolos László komáromi várnagynak a lánya.
- osztopáni Perneszy Imre (fl. 1469-1512), a Báthoryak babocsai várnagya,[14] földbirtokos. Neje: enyingi Török Ilona (fl. 1496), akinek a szülei enyingi Török Ambrus, Sopron vármegye főispánja, a Bosnyák királyság kincstartója, földbirtokos és thapsoni Anthymus Ilona voltak; Anthymus Ilonának az apja thapsoni Anthymus János (fl. 1417–1485), földbirtokos, az apai nagyapja thapsoni Anthymus János (fl. 1368–1423) mester, alnádor 1408 és 1419 között, 1397-ben Szlavónia vice-bánja és körös vármegyei ispán, földbirtokos volt.[15][16] Perneszy Pál unokája, Perneszy István fia, osztopáni Perneszy András, felsőlendvai lovaskapitány, és több vármegye alispánja volt.
- osztopáni Perneszy Krisztina (fl. 1448).
- osztopáni Perneszy László (fl. 1448-1453).
- osztopáni Perneszy István (fl. 1448-1453).